# 昭通绒鼠
昭通绒鼠（学名：Eothenomys olitor）为仓鼠科绒鼠属的动物，是中国的特有物种。分布于云南（东北部、西部）等地，常见于高山耕地。该物种的模式产地在云南昭通。